# Comedia negra (cine)

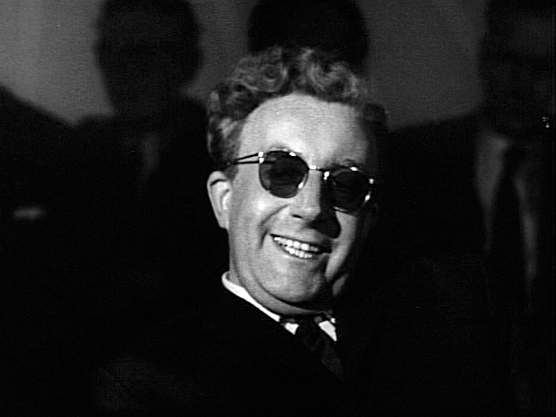
Peter Sellers interpretando a Dr. Insólito en el filme de Stanley Kubrick llamado "Dr. Strangelove or: How I Learned to Stop Worrying and Love the Bomb". Aclamada como una de las mejores películas comedia negra de la época.

La comedia negra o ácida es un género cinematográfico que se caracteriza por tratar temas tabú, como la muerte, abordados de manera humorística. Es un tipo de comedia que utiliza el humor ácido para provocar risa.

## Características
Stephen Connard, en la tesis The Comedic Base of Black Comedy. An Analysis of Black Comedy as a Unique Contemporary Film Genre, examina la base de la comedia negra y de la comedia tradicional analizando sus semejanzas y diferencias.

### La falta de poder
La falta de poder es la causa principal de la crisis de los protagonistas. En la comedia negra, los personajes no tienen control sobre sus vidas, trabajo, parejas, etc. La obsesión por rectificar su falta de poder es el motor que impulsa a los personajes; es la fuerza impulsora detrás de los objetivos del protagonista.

### La falta de perspicacia
La falla más común en los personajes de la comedia negra es la falta de perspicacia. Los protagonistas no tienen metas a largo plazo y carecen de ambiciones. 

### Burla y disfunción
En la comedia negra los conflictos evidencian una disfunción que funciona como burla a las instituciones como la familia o la religión.

### Final trágico
En la comedia negra los personajes siempre sufren un final trágico que por lo general termina con la muerte (asesinato o suicidio) o muerte simbólica (pérdida de algo importante para el protagonista).

### Temas
Los temas en la comedia negra son diferentes a los de la comedia tradicional. El hombre como bestia, el absurdo del mundo y la omnipotencia de la muerte son sus principales ejes temáticos.

## La retórica de la comedia negra
A diferencia de la comedia tradicional, la cual utiliza la incongruencia del diálogo como figura retórica, la comedia negra utiliza a sus personajes como figuras retóricas en sí mismas. Los personajes de la comedia negra se burlan de las normas y las reglas sociales a través de sus acciones, las cuales están justificadas por sus filosofías de vida que por lo general son contrarias a la moral establecida. También las figuras retóricas suelen extenderse incluso en la banda sonora de las películas: por ejemplo, la yuxtaposición de la violencia y las letras libres de preocupaciones en las escenas violentas. Estas son  técnicas retóricas de la incongruencia que cuestionan nuestras ideas establecidas sobre la violencia.

## El desarrollo de la comedia negra
La comedia negra en el cine tiene sus influencias en la aparición del humor negro en la comedia tradicional y en otros géneros cinematográficos. Los primeros antecedentes del humor negro en el cine se remontan a las películas del movimiento surrealista y algunas comedias de Charles Chaplin y Buster Keaton. Pero fue en las décadas del cuarenta y del cincuenta donde la comedia negra se convirtió en un género reconocible. Esto se debió a la aparición de películas como Arsenic and Old Lace (1944), The Lady Killers (1955) y The Trouble with Harry (1955), que fueron películas con una premisa simple: el asesinato puede ser divertido. Se trivializa la muerte mostrando a sus protagonistas asesinos matando gente con compostura amable. Su manera fue simpática e incongruente con su acto subversivo. El tono, sin embargo, era ligero y divertido.

## Dispositivos cómicos
Al igual que en la comedia tradicional, en la comedia negra el objetivo es criticar a la sociedad, las costumbres y las tradiciones sociales. Ambos géneros utilizan los mismos dispositivos para provocar risa, pero los emplean de diferentes maneras.

### Incongruencia
El comportamiento fuera de contexto de los protagonistas en la comedia tradicional es ejecutado de forma casual. En la comedia negra la incongruencia de los personajes es parte del plan para ganar poder y cumplir con su objetivo, a su vez estas acciones provocan más angustia y sufrimiento para los mismos. La incongruencia de las acciones lleva adelante la historia.

### Conflictos
El conflicto en la comedia negra funciona de forma similar a la comedia tradicional, con la excepción que los personajes enfrentan los conflictos de manera diferente, con conductas fuera de lo aceptable.

### Convicción y obsesión
En la comedia negra los personajes tienen una fuerte convicción, a tal punto que no advierten las repercusiones de su comportamiento. Están demasiado centrados en sus objetivos que pierden su capacidad de percepción. Su obsesión y su ceguera son las causas de su caída.

### El engaño
El engaño en la comedia tradicional es un dispositivo recurrente para crear incertidumbre en el público. En cambio, en la comedia negra los personajes no tienen necesidad de disfrazar sus acciones transgresoras mediante el engaño, porque su convicción es tan fuerte que creen que su comportamiento es totalmente aceptable.

### Suspenso y sorpresa
El suspenso y la sorpresa son dispositivos utilizados en la mayoría de las películas en mayor o menor grado. Ambos, son utilizados en la comedia tradicional para provocar risa. Este dispositivo se divide en tres partes: introducción (se establece una ley mediante diálogo o acción), validación (acto que confirma la ley y crea expectación) y violación (rompe con la lógica con una sorpresa para generar risa). En la comedia negra el suspenso y la sorpresa están ausentes.

### El cumplimiento de deseos y los peores miedos
En la comedia negra el cumplimiento de los deseos de los personajes se produce de una forma subversiva, antisocial o anormal. Los personajes de la comedia negra no suelen ser impulsados por su peor temor y el deseo de superarlo, como ocurre en la comedia tradicional donde el peor temor impide el cumplimiento de deseos de los personajes, los cuales se ven obligados a superar su temor para conseguir su meta. En la comedia negra los personajes son  valientes y firmes en sus convicciones y por lo general sus temores no son los obstáculos a superar.

### Caos y anarquía
En la comedia negra- a diferencia de la comedia tradicional donde el caos y la anarquía son  graciosos y se resuelven de forma simple- el caos y la anarquía son más subversivos  y con final trágico o ambiguo. Una vez que el caos irrumpe, la normalidad no vuelve nunca más.

## Películas de comedia negra
Los siguientes filmes son considerados ejemplos de comedia negra según la definición planteada por Connard.
- Arsenic and Old Lace (1944)
- Kind Hearts and Coronets (1949)
- Monsieur Verdoux (1953)
- The Lady Killers (1955)
- The Trouble with Harry (1955)
- Ensayo de un crimen (1955)
- El esqueleto de la señora Morales (1959)
- Dr.Strangelove: Or How I Learned To Stop Worrying And Love The Bomb (1964)
- Where's Poppa? (1970)
- M*A*S*H (1970)
- Catch-22 (1970)
- A Clockwork Orange (1971)
- Harold and Maude (1971)
- Little Murders (1971)
- Network (1976)
- Eating Raoul (1982)
- Prizzi's Honour (1985)
- Raising Arizona (1987)
- Heathers (1989)
- War of the Roses (1989)
- Delicatessen (1991)
- Serial Mom (1993)
- Pulp Fiction (1994)
- Swimming with Sharks (1994)
- Spanking the Monkey (1994)
- Citizen Ruth (1996)
- Fargo (1996)
- Happiness (1998)
- American Beauty (1999)
- South Park: Bigger, Longer & Uncut (1999)
- Seed of Chucky (2004)
- The Stepford Wives (2004)
- The Death of Mr. Lazarescu (2005)
- Death at a Funeral (2007)
- Jennifer's Body (2009)
- Carnage (2011)
- El lobo de Wall Street (2013)
- Relatos salvajes (2014)
- The Hateful Eight (2015)
- Very Big Shot (2015)
- El Camino Christmas (2017)
- The Ballad of Buster Scruggs (2018)
- The Sisters Brothers (2018)
- Jojo Rabbit (2019)
- 기생충 - Gisaengchung (2019)
- Promising Young Woman (2020)
- Don't Look Up (2021)
- Oameni de treabă (2022)